# جوزيف زيزولكا
جوزيف زيزولكا (30 مارس 1912 - 13 ديسمبر 1992) (الذي كان يترجم أحياناً باسم جوزيف زيزولكا) فيلسوفاً تشيكياً، ومعالجاً ومؤسساً لانضباط علم الأحياء. وهو مؤلف العديد من الأعمال الفلسفية. الفلسفة من أجل الحياة هو أشهر أعماله. ويشمل عمله مواضيع محددة مثل نشأة الفضاء وحياته، وتطور الكائن البشري، ونشاط الحياة.

## سيرة شخصية
ولد جوزيف زيزولكا في برنو في 30 مارس 1912 ولكنه عاش في براغ طوال حياته. كان يدير متجر حلوى قبل الحرب العالمية الثانية، وخلال الحرب شارك بنشاط في المقاومة الغربية، وبعد الانقلاب التشيكوسلوفاكي عام 1948 تمت مصادرة متجره الحلو. عمل كمحاسب في المتحف الوطني، وبعد ذلك، نتيجة لمزيد من الاضطهاد، كحارس للمتحف. ومع ذلك، فهو معروف جيدًا بأنشطته الأخرى - فلسفة الحياة للوجود، وكجزء منها، البيولوجية - التي بدأها في عيد الفصح 1945 عندما عانى من نوع من الصحوة، وحالة من الوعي المفتوح، وبالتالي مارسها وطورها على حد سواء طوال حياته.
وفي عام 1968، وبمساعدة من وزير الصحة التشيكوسلوفاكي، السيد فلشيك، اقترب علم الأحياء من إدماجه في نظام الرعاية الصحية الوطني ولكن كل تلك الجهود توقفت بسبب احتلال أغسطس 1968 من قبل القوات المتحالفة مع حلف وارسو. في عام 1982 أجرى جوزيف زيزولكا أبحاثًا في العلاج الحيوي في مستشفى فيمبيرك. وقد أدار البحث المختبر النفسي للبروفيسور كاهودا. يوسف زيزولكا مارس الشفاء أساسًا في شقته الخاصة حيث اعتاد الناس الذهاب وطلب المساعدة. مارس الشفاء لأكثر من 40 عامًا.
وكانت محاضراته عن فلسفة الوجود سرية إلى حد ما (لم تكن فترة تشيكوسلوفاكيا الشيوعية مواتية لمثل هذه الأنشطة)، كما عقدت العديد من المحاضرات في شقق خاصة مختلفة. وكان أحد الاستثناءات المؤتمر الدولي للبحوث النفسية الذي عقد في براغ في عام 1973، حيث ألقى خطابًا عامًا ناجحًا جدًا. في نفس الوقت كان يكتب سراً التدريس بينما كان أصدقاؤه يدورون ويصنعون نسخاً من كتبه ومقالاته. ونشرت المقالات أيضًا في البلدان الغربية في منشورات مختلفة. ولم تنشر كتبه الفلسفية - الدينية إلا بعد عام 1989. توفي في عام 1992.

## جوزيف زيزولكا علم الأحياء
كان جوزيف زيزولكا الذي تصور واستوفى كلمة علم الأحياء كأحد أشكال الشفاء. ووفقاً لزيزولكا، فإن البشر مصنوعون من ثلاثة مكونات أساسية: المادة، والروح، والحيوية. وتخضع الأمراض لنفس التصنيف. وتتعلق أعمال زيزولكا البيولوجية بتكميل ومواءمة قوى الجسم الحيوية على وجه الخصوص. ويدعي أن لكل إنسان حصة أساسية من قوى الجسم الضرورية للحياة. وعلاوة على ذلك، لكل جهاز وخلية نظام قوة خاص بها. وكل هذه النظم مترابطة، ويركز المعالج-الروني الحيوي على الشفاء من تلك النظم عند تعطلها أو إلحاق الضرر بها. وكان زيزولكا يمارس العلاج مجانًا تمامًا. يقول تلميذه وخلفه الموكل توماس بفايفر أن علم الأحياء لا يحل محل الطب ولكنه يريد أن يهتم بمجال القوى الحيوية حيث يفشل الطب التقليدي. وفي الوقت الحالي، يجري تنفيذ عريضة لدعم المواد البيولوجية؛ وهو يهدف إلى قبول المواد البيولوجية في نظام الرعاية الصحية العامة - وهو ما كان يسعى إليه أيضًا جوزيف زيزولكا.

## فلسفة الوجود
مقتطفات من كتاب الوجود - فلسفة للحياة.
فلسفته في الوجود تشمل مجموعة واسعة من الظواهر الفلسفية والدينية. ويتعامل أيضًا مع علم الكون والفيزياء الحيوية. إن بودستاتا (الله) التي نشأ منها كل شيء قائم بالانقسام. وقد أدى ذلك إلى نشوء مسألة، وروح، وحيوية تتخلل الاثنين الأولين، تجلبهم إلى الحياة. وتتألف المادة والروح والحيوية من أربعة عناصر أساسية هي القوة المركزية، وقوة الطرد المركزي، والحرارة والبرد؛ (جوزيف زيزولكا) يطلق على هذه العملية والفرقة «الأربعة المبدعين». ويخضع الجميع لنفس قوانين الطبيعة. فهو يرى دورات، وتذبذبات في كل شيء ــ في نفس رجل، وفي نفس كوكب الأرض (دورات الفصول)، ولكن أيضاً في نفس الكون المزعوم حيث تدور أربع مراحل دورياً. ونحن الآن في مرحلة البرودة المركزية التي يتهدأ خلالها كل شيء. في هذه المرحلة المادة والروح تتخلل بعضها البعض ومن ثم ظهرت الأولى، الأولى «أنا».